# 东山村遗址
东山村遗址位于江苏省张家港市金港镇东山村，是一处泽文化时期的聚落遗址。东山村遗址两次发掘总面积2000多平方米，发现了大型房址和高等级墓地。遗址的高等级大墓属于崧泽文化早中期，在长江下游属于首次发现。大墓与一般小墓分区埋葬，这一现象在长江下游乃至在全国都是首次发现。9座高等级大墓出土随葬品385件，包括陶器、玉器和可能具有礼器性质的大型石器，这些发现说明至少在5800年前后当地已经出现了明显的贫富分化。学者认为，东山村遗址的发现为高度发达的良渚文化找到了源头，并为理解良渚文化提供了宝贵的实物资料。东山村遗址1995年登录为江苏省文物保护单位，2010年被评为2009年度全国十大考古新发现。